# فلقورة معقدة
فلقورة معقدة (الاسم العلمي: Fulgora intricata) هي نوع من الحشرات يتبع جنس الفلقورة من الفصيلة الفلقورية.